# Carlota de Hesse-Darmstadt
Carlota Guillermina Cristiana María de Hesse-Darmstadt (en alemán, Charlotte Wilhelmine Christiane Marie von Hessen-Darmstadt; Darmstadt, 5 de noviembre de 1755-Hannover, 12 de diciembre de 1785) fue por matrimonio duquesa heredera de Mecklemburgo-Strelitz.

## Biografía
Carlota era hija de príncipe Jorge Guillermo de Hesse-Darmstadt (1722-1782) de su matrimonio con Luisa (1729-1818), hija del conde Cristián Carlos Reinardo de Leiningen-Dagsburg. 
En primer lugar, la princesa fue comprometida al príncipe heredero Pedro Federico Guillermo de Oldemburgo, pero el compromiso se disolvió debido a la aparición de la enfermedad mental de Pedro.
Carlota se casó el 28 de septiembre de 1784 en Darmstadt con el que posteriormente sería duque Carlos II de Mecklemburgo-Strelitz. Éste se había casado previamente con la hermana mayor de Carlota, Federica, y de sus cinco hijos sobrevivientes, ella se convirtió en la madrastra. 
La pareja vivió en Hannover, donde Carlos se desempeñó como gobernador del rey Jorge III del Reino Unido. Carlota murió después del nacimiento de su único hijo, un año después de su matrimonio. Carlos estaba entonces en su servicio en Hannover y se trasladó donde la madre de Carlota en Darmstadt, a la que entregó los niños bajo cuidado. 
Junto con su esposo y su primera esposa, Carlota encontró en la cripta real en Mirow su lugar de descanso final.

## Descendencia
Su único hijo de su matrimonio con Carlos fue: 
1. Carlos (1785-1837), General y Presidente del Consejo de Estado prusiano.